# Rivière Brisson (rivière du Grand Touradi)
Pour les articles homonymes, voir Brisson.
La Rivière Brisson coule dans la Réserve faunique Duchénier et dans la municipalité de Esprit-Saint, dans la municipalité régionale de comté (MRC) de Rimouski-Neigette, dans la région administrative du Bas-Saint-Laurent, au Québec, au Canada.
Cette rivière se déverse sur la rive Nord de la rivière du Grand Touradi laquelle coule vers le Nord-Est jusqu'à la rive Sud de la rivière Rimouski ; cette dernière coule vers l'Ouest, puis vers le Nord, jusqu'à la rive sud du fleuve Saint-Laurent où elle se déverse au cœur de la ville de Rimouski.

## Géographie
La rivière Brisson prend sa source à l'embouchure du lac Chasseur (longueur : 1,4 km ; altitude : 295 m), dans la réserve faunique Duchénier, dans les monts Notre-Dame. Ce lac est alimenté par la décharge du lac Ovale (altitude : 304 m) et est situé au cœur de la Réserve faunique Duchénier.
L'embouchure du lac Chasseur est situé à 27,1 km au Sud-Est du littoral sud-est du fleuve Saint-Laurent, à 2,0 km au nord-ouest de la limite de la municipalité de Esprit-Saint, à 5,2 km à l'Est du "Grand Lac Touradi", et à 8,3 km au Sud du centre du village de Esprit-Saint.
À partir du Lac Chasseur, la rivière Brisson coule sur 6,5 km, répartis selon les segments suivants :
- 1,8 km vers le sud, dans la Réserve faunique Duchénier, jusqu'à un ruisseau (venant de l'ouest) ;
- 0,8 km vers le sud, jusqu'à un ruisseau (venant du sud-ouest) ;
- 1,4 km vers le sud, jusqu'à la limite de la municipalité de Esprit-Saint ;
- 0,4 km vers le sud-Est, jusqu'à la décharge du Lac Hélène (venant du nord) ;
- 2,1 km vers le sud-Est, en formant une courbe vers l'Ouest, jusqu'à la confluence de la rivière[2].

La rivière Brisson se déverse sur la rive nord de la rivière du Grand Touradi laquelle constitue la limite sud de la réserve faunique Duchénier. Cette confluence est située à 33,8 km au sud-est du littoral sud-est du fleuve Saint-Laurent, à 3,9 km au Nord du centre du village de Esprit-Saint, à 7,4 km à l'ouest du centre du village de La Trinité-des-Monts.

## Toponymie
Le toponyme Rivière Brisson a été officialisé le 11 juin 1982 à la Commission de toponymie du Québec.